# 容里居委会
容里居委会（原为容里村）是中国广东省佛山市顺德区容桂街道辖下的一个居民委员会，地处容桂东南部，南邻扁滘、南区居委会，北隔容桂水道与顺德新城区相望。总面积5.3平方公里。下设7个居民小组，常住人口8936人，外来人口15000多人。辖区地势平坦、交通便利、工业发达。

## 历史
容里古称广州府右德县东涌都容奇堡容奇村东里，简称为“容奇东里”或“容奇东约”，后简称为“容里”，意为“在容奇的里面”。中华人民共和国成立后，先后设立过容里乡、容里管理区、容里村等。

## 经济
改革开放以后，容里兴建了大量工厂。现工业区总面积达2200多亩，汇聚化工涂料、家用电器、印刷包装、餐饮服务等工商企业400多间，2008年度辖区工商业总产值超20亿元。
容里还以生产麻将著称，拥有30多家麻将工厂，每年生产50-100万副麻将，占中国大陆市场九成多的份额。